# Captain America: The Winter Soldier
Captain America: The Winter Soldier är en amerikansk superhjältefilm som hade biopremiär i USA den 4 april 2014, regisserad av Anthony och Joe Russo. 

## Handling
Den övermänskligt starke Steve Rogers (Chris Evans), även känd som Captain America, skickas ut för att återta kontrollen över ett av S.H.I.E.L.D.:s fartyg som blivit kapat. Under uppdraget upptäcker han dock att Black Widow/Natasha Romanoff (Scarlett Johansson) har ett ytterligare uppdrag: att kopiera fartygets data. Rogers konfronterar sin chef, Nick Fury (Samuel L. Jackson) angående hemligheter, varpå han får veta att S.H.I.E.L.D. har ett projekt, "Insight", som innebär total övervakning. När Rogers vägrar att stödja projektet, ber Fury sin chef, Alexander Pierce, att försena projektet tills de kan utreda dess effekter. Strax därefter blir Fury attackerad i sin bil, först av ett gäng polisbilar, och därefter av en mystisk man med en mekanisk arm. Fury lyckas ta sig därifrån och besöker Rogers för att varna honom om att S.H.I.E.L.D. har blivit infiltrerat. Inom kort sker en ny attack av den mystiske mannen med den mekaniska armen, som leder till att Fury dör. Hans sista handling blir att ge Rogers en USB-sticka. Rogers försöker besegra mannen, men misslyckas och han kommer undan.
Efteråt blir Rogers förhörd av Pierce om varför Fury besökt honom. Rogers förnekar att han vet något och beger sig för att hämta USB-stickan, då Romanoff avslöjar att hon vet vem mannen med den mekaniska armen är, nämligen en lönnmördare kallad Winter Soldier, som varit aktiv i över 50 år. Rogers och Romanoff hittar med hjälp av USB-stickan en plats som informationen från det kapade fartyget kom ifrån. Samtidigt ger det S.H.I.E.L.D. en ledtråd till var Rogers och Romanoff befinner sig.
När Rogers och Romanoff kommer till platsen som informationen skickades från, samma plats där han tränades innan han blev Captain America, möter de den uppladdade hjärnan hos en av HYDRA:s forskare, dr Zola, som berättar att den tidigare nazistorganisationen HYDRA har infiltrerat S.H.I.E.L.D. sedan bildandet och styrt världshistorien till dess att människan varit redo att acceptera övervakningssamhället. Samtidigt attackerar S.H.I.E.L.D., så Rogers och Romanoff blir tvungna att ta skydd hos Sam Wilson, en veteran som Rogers träffat tidigare. De tre inser att de måste stoppa projekt "Insight". 
På väg till S.H.I.E.L.D. blir de stoppade av Winter Soldier, men efter att ha slagits upptäcker Rogers att Winter Soldier egentligen är hans barndomsvän, "Bucky" Barnes, som inte verkar känna igen Rogers. Rogers trodde att "Bucky" dött under andra världskriget, men inser att dr Zola måste ha experimenterat på honom. Winter Soldier kommer undan igen, men å andra sidan får de tre veta att Fury bara fejkat sin död och att han är beredd att hjälpa till att attackera S.H.I.E.L.D.:s högkvarter. De är i minoritet, och behöver ersätta några kretskort för att förhindra att tre flygande hangarfartyg ska döda miljoner av människor.

## Rollista (i urval)
- Chris Evans – Steven "Steve" Rogers / Captain America
- Scarlett Johansson – Natasha Romanoff / Black Widow
- Samuel L. Jackson – överste Nick Fury
- Robert Redford – Alexander Pierce
- Sebastian Stan – James Buchanan "Bucky" Barnes / Winter Soldier
- Anthony Mackie – Sam Wilson / Falcon
- Cobie Smulders – Agent Maria Hill
- Frank Grillo – Brock Rumlow / Crossbones
- Maximiliano Hernández – Agent Jasper Sitwell
- Emily VanCamp – Kate / Sharon Carter / Agent 13
- Hayley Atwell – Peggy Carter
- Toby Jones – Dr. Arnim Zola
- Callan Mulvey – Jack Rollins
- Georges St. Pierre – Georges Batroc
- Jenny Agutter – Ledamot Hawley
- Bernard White – Ledamot Singh
- Dale Coffman – Ledamot Rockwell
- Chin Han – Ledamot Yen
- Garry Shandling – Senator Stern
- Aaron Himelstein – Specialist Cameron Klein
- Gary Sinise – Berättare på museum (röst)
- Henry Goodman – Dr. List (cameo)
- Thomas Kretschmann – Baron Wolfgang von Strucker (cameo)
- Aaron Taylor-Johnson – Pietro Maximoff / Quicksilver (cameo)
- Elizabeth Olsen – Wanda Maximoff / Scarlet Witch (cameo)
- Stan Lee – Vakt på museum (cameo)

## Om filmen
Filmen producerades av produktionsbolaget Marvel Studios och Walt Disney Pictures distribuerade. Filmen är en uppföljare till Captain America: The First Avenger (2011), och är den nionde delen i filmserien Marvel Cinematic Universe. Filmen fick en uppföljare i och med Captain America: Civil War (2016). Nästa gång Captain America medverkade i en film var Avengers: Age of Ultron (2015).
Inspelningen började den 1 april 2013 i Los Angeles. Scener spelades även in i Washington, D.C.. Till skillnad från tidigare filmer i Marvelserien användes färre digitala effekter. Robert Redford valdes som en hyllning för hans roller i 1970-talets thrillerfilmer, såsom Tre dagar för Condor.
Joss Whedon regisserade scenen under eftertexterna.
Efter positiva testvisningar lät studion Russobröderna få återvända med att regissera den tredje Captain America-filmen.
Filmen hade Sverigepremiär den 26 mars 2014.

### Fotnoter
1. ↑  ”Captain America: The Winter Soldier” (på engelska). Box office Mojo. 4 april 2014. http://www.boxofficemojo.com/movies/?id=marvel14b.htm. Läst 23 september 2016.
2. ↑  ”Captain America: The Winter Soldier”. Svensk filmdatabas. 26 mars 2014. http://www.sfi.se/sv/svensk-filmdatabas/Item/?itemid=79562&type=MOVIE&iv=Basic. Läst 23 september 2016.